# Celebrate (Mika)
Celebrate è un singolo del cantautore britannico Mika, pubblicato il 10 agosto 2012 come primo estratto dal terzo album in studio The Origin of Love.

## Descrizione
Il singolo ha visto la collaborazione del cantautore statunitense Pharrell Williams.
Riguardo al brano, il cantante ha affermato: "Il singolo deriva da ciò che accade quando combini un ventiduenne che trovi online, frYars, con un produttore interplanetario, Nick Littlemore, e Pharrell Williams! Composta da me Pharrell e frYars e prodotta da Nick, questo tipo di collaborazione è possibile solo quando ognuno ci mette tutto se stesso senza nessun tipo di ego."
Inoltre la canzone è stata utilizzata dal novembre 2012 al marzo 2013 come colonna sonora degli spot Wind prima con Fiorello e poi con Aldo, Giovanni e Giacomo.

## Video musicale
Il videoclip è stato pubblicato il 10 agosto 2012 sul canale VEVO del cantante.

## Tracce
1. Celebrate (feat. Pharrell Williams) – 3:07

## Classifiche
| Classifica (2012) | Posizione Massima |
| ----------------- | ----------------- |
| Belgio (Fiandre)  | 3                 |
| Belgio (Vallonia) | 10                |
| Croazia           | 3                 |
| Francia           | 33                |
| Giappone          | 9                 |
| Italia            | 32                |
| Paesi Bassi       | 35                |
| Spagna            | 8                 |